# Zero Tolerance Entertainment
Zero Tolerance Entertainment — американская порнографическая киностудия. Имеет три дочерние компании — студии Third Degree Films, Gender X и Black Ice. Фильмы студии, как правило, классифицируются как гонзо-порнография.

## История
Компания была основана в 2002 году. Название было выбрано потому, что компания обязалась иметь «нулевую терпимость к плохому порно». Первым релизом ZT стал Who’s Your Daddy Part One. В 2005 году ZT представила сестринскую студию Black Ice, которая специализируется на чёрно-белом и межрасовом контенте. В 2006 году компания подала иск против AdultsAllowed.com, взыскав более 15 миллионов долларов США за ущерб, нанесенный нарушением авторских прав. В 2006 году компания начала включать бонус на испанском языке на всех своих DVD-дисков, пытаясь задействовать все более важную испаноязычную аудиторию в США и Латинской Америке. В 2007 году компания подписала соглашение с Hustler TV о предоставлении своего контента на канале в Северной и Южной Америке. В 2008 году ZT подала в суд на сайт аренды DVD Movixo Inc., обвинив в пиратстве DVD. Дело было урегулировано вне суда за 15 миллионов долларов. В том же году ZT выпустила первый порнографический High-Definition интерактивный DVD-релиз, интерактивный секс с Бри Олсон.

## Премии
- 2005 AVN Award — 'Best Oral-Themed Series' for Blow Me Sandwich[11]
- 2006 AVN Award — 'Best Oral-Themed Feature' for Blow Me Sandwich 7[11]
- 2007 Adam Film World Guide Award — 'Best Interactive Sex Movie' for Interactive Sex With Courtney Cummz[12]
- 2007 Adam Film World Guide Award — 'Best Girl-Girl Vignette Series' for Girlvana 2[12]
- 2007 Adam Film World Guide Award — 'Best 2-On-1 Series' for Double Decker Sandwich[12]
- 2008 AVN Award — 'Best All-Girl Release' for Girlvana 3[13]
- 2008 AVN Award — 'Best Interactive DVD' for Interactive Sex with Jenna Haze[13]
- 2009 AVN Award — 'Best All-Girl Release' for Girlvana 4[14]
- 2013 XBIZ Award Nominee — 'Studio of the Year', 'All-Sex Release of the Year' for Chanel Preston: No Limits and 'All-Sex Series of the Year' for No Limits[15]